# Dundas River
Dundas River är ett vattendrag i Australien. Det ligger i delstaten Victoria, omkring 260 kilometer väster om delstatshuvudstaden Melbourne.
Trakten runt Dundas River består till största delen av jordbruksmark. Trakten runt Dundas River är nära nog obefolkad, med mindre än två invånare per kvadratkilometer. Genomsnittlig årsnederbörd är 927 millimeter. Den regnigaste månaden är juli, med i genomsnitt 143 mm nederbörd, och den torraste är februari, med 25 mm nederbörd.